# シンフォニック=レイン
『シンフォニック=レイン』（symphonic rain）は、2004年3月26日に工画堂スタジオくろねこさんちーむより発売された全年齢対象パソコンゲームである。かつて工画堂スタジオが開設していたモバイルサイト「エンジェリックタウン」（運営：オペラハウス／丸紅テレコム）でもプレイが可能であった。

## 概要
音楽を担当した岡崎律子の『Ma memoire』からプロデューサーの貝阿弥範明が着想を得て企画された。工画堂スタジオウェブサイト内愛蔵版の紹介ページではコアと表現されるなど岡崎の音楽から強い影響を受けている。また、発売直後に亡くなった岡崎にとって遺作ともいえる作品である。愛蔵版の特典CDの記述や時期的な観点から明らかだが、曲は闘病生活中に作られている。
架空の楽器「フォルテール」をキーボード上で演奏するミュージックアクションパートがあるため、『エンジェリック・コンサート』、『AS～エンジェリックセレナーデ』に続く工画堂スタジオミュージックアドベンチャーシリーズ第三弾とされる。しかしながら、ミュージックアクションパートは設定でスキップさせることも可能なので音楽ゲームとしての要素は薄い。
むしろ、丁寧に伏線が張られた西川真音によるシナリオ、落ち着いた色調のしろの手になる原画、キャラクターの心情を丁寧に表現した音楽、これらの要素の融合が特徴である。

## 歴史
- 2003年12月28日 -『シンフォニック＝レイン Prelude Book&Disc』発売。
- 2004年2月5日 - 『シンフォニック＝レイン』公式サイト公開。
- 2004年3月26日 - 『シンフォニック＝レイン』（DVD初回版、DVD通常版、CD-ROM版）発売。
- 2004年5月26日 - キャラクターソングアルバム『RAINBOW』発売。
- 2004年8月26日 - 『シンフォニック=レイン デジタルピクチャーコレクション』発売。
- 2004年12月29日 - 音楽を手がけた岡崎律子のキャラクターソングセルフカバーアルバム『for RITZ』発売。
- 2005年6月24日 - 『シンフォニック＝レイン愛蔵版』発売。
- 2007年11月22日 - 『シンフォニック＝レイン普及版』発売。
- 2017年6月15日 - 『シンフォニック＝レイン HDリマスター版』Steamにてダウンロード販売開始。
- 2018年12月13日 - 『シンフォニック＝レイン』Nintendo Switchにてダウンロード販売開始。
- 2021年4月23日 - 『シンフォニック＝レイン新普及版』発売。
- 2024年8月11日 - キャラクターソングアルバム『RAINBOW』復刻版発売。
- 2024年12月12日 - 『シンフォニック＝レイン』Switchパッケージ版（通常版、限定版）発売。

## ストーリー
一年中雨が降る街ピオーヴァ。フォルテニストになるべくそこの音楽学校に通う主人公は、卒業まで数ヶ月なのに卒業演奏のパートナーが決まっていなかった。主人公は無事にパートナーを探しだし卒業演奏を成功させることが出来るだろうか、それとも…

## 登場キャラクター
キャラクター名の多くはイタリア語からつけられた（ただし、ゲームを終えるまで辞書等で意味を調べるのは避けた方がよい）。また、この作品ではクリスマスをナターレと呼ぶなどイタリア語を使っていることが多い。

### メインキャラクター
- クリス・ヴェルティン （Chris Velding）
声：宮下道央 at AlFine
17歳の男の子で主人公。フォルテニストになるために故郷を出て一人暮らしをしながらピオーヴァ音楽学院に通っている。人付き合いがあまり好きではなく、トルタとアーシノ以外の友人がいない。かなりマイペースな性格。卒業演奏に対してもあまり意欲を示していない。フォルテール科3年生。すばらしい才能の持ち主。
- アリエッタ・フィーネ （Arietta Fine）
声：中原麻衣
愛称アル。17歳の女の子でクリスの恋人。クリスとは長距離恋愛中で手紙のやりとりをしている。トルタの双子の姉。
- トルティニタ・フィーネ （Tortinita Fine）
声：中原麻衣
愛称トルタ。ピオーヴァ音楽学院声楽科に在籍する17歳（3年生）の女の子。アルの双子の妹。クリスのパートナー探しを手伝う。
- フォーニ （Phorni） 
声：笠原弘子
音の妖精。クリスの住むアパートで暮らしている。身長約14センチ。なぜかクリス以外の人には姿が見えない。歌うことが大好きで、ことあるごとにクリスにアンサンブルをせがむ。
- ファルシータ・フォーセット （Falsita Fawcett）
声：浅野真澄
愛称ファル。元生徒会会長で音楽学院声楽科に在籍する17歳（3年生）の女の子。おしとやかで誰にでも優しい優等生。
- リセルシア・チェザリーニ （Liselsia Cesarini）
声：折笠富美子
愛称リセ。フォルテール科に在籍する15歳（1年生）の女の子。非常に寡黙で、周りから避けられることが多く、普段は人のいない旧校舎にいることが多い。

### サブキャラクター
- コーデル・ベルドナーシェ （Cordell Berdonashe）
声：浅川悠
ピオーヴァ音楽学院のフォルテール科の教師。クリスとアーシノを教えている。
- アーシノ・アルティエーレ （Asino Altiele）
声：渡辺隼人
唯一のクリスの男友人。フォルテール科の同級生。
- ニンナ・フィーネ （Ninna Fine）
声：和田みちる
フィーネ姉妹の祖母。とても心優しい人。ピオーヴァに暮らす。目がほとんど見えず、足も悪い。トルタと同居している。トルタの数少ない理解者である。
- グラーヴェ・チェザリーニ （Grave Cesarini）
声：永野広一
リセの父親。高名な音楽家でフォルテール奏者。嫌な意味で貴族らしい性格。音楽に対してとても厳しく、彼の講義を受けることの出来る生徒を自ら選ぶが毎年、ほとんどの人間が受けられない。

## サイドストーリー
オリジナルノベルが様々な媒体で多数発表されている。それぞれ本編を補完する内容であり、物語の核心に触れるものも含まれている。そのため「プレリュード」など一部を除き、公式サイトやマニュアル上では全てのエンディングを迎えてから読む事が勧められている。また、これらの作品は発売20周年を記念し発売されたSwitch限定版付属の新書『シンフォニック=レイン短編小説全集』に、同じく20周年記念企画の短編作品「20年後のあなたへ」を除き再録された。
- プレリュード
本編のプロローグ。『Arietta』『Tortinita』『Falsita』『Liselsia』『Phorni』の全五話。
Prelude Book&Disc、公式サイトにて公開。
- 雨の始まり
アリエッタ視点での本編の前日譚。
デジタルピクチャーコレクション、「愛蔵版」、新旧「普及版」に収録。
メディアプラットフォームサイトnote内のコンテンツページ「工画堂文庫」にて公開。
- いかさまコイン
リセルシア、ファルシータ視点でのメインシナリオの後日談。
デジタルピクチャーコレクション、「愛蔵版」、新旧「普及版」に収録。「工画堂文庫」にて公開。
- 妖精の本
ピオーヴァに移る以前のクリス、アリエッタ、トルティニタの過去にまつわる物語。
デジタルピクチャーコレクション、「愛蔵版」、新旧「普及版」に収録。「工画堂文庫」にて公開。
- こんな空の下で
リセルシアシナリオの後日談。
同名同人誌、新旧「普及版」に収録。「工画堂文庫」にて公開。
- 愚かな詩人
アーシノ視点での本編の前日譚。
「愛蔵版」、新旧「普及版」に収録。「工画堂文庫」にて公開。
- 飛べない妖精
アリエッタが愛読した小説。
「愛蔵版」同梱絵本『妖精の本』に収録。
- 三人目のマリア
アーシノを中心としたメインシナリオ中の出来事。
エンジェルアソート3、新旧「普及版」に収録。「工画堂文庫」にて公開。
- 猫と妖精と、時々雨
フォーニを中心としたメインシナリオ中の出来事。
同名同人誌、新旧「普及版」に収録。「工画堂文庫」にて公開。
- To Coda
サイドストーリーを含めたメインシナリオの後日談。
同人誌『雨の終わりに』に収録。「工画堂文庫」にて公開。
- Encore
メインシナリオから15年後の物語。
「HDリマスター版」のDLカード版付属冊子、同人誌『褪せぬ物語のための間奏曲』に収録。
- 雨の街の円舞曲
クリスとトルタがピオーヴァに移り住んだ直後の日常を描いた短編。
「工画堂文庫」にて公開。
- 20年後のあなたへ
メインシナリオから20年後の物語。主人公を同一とするEncoreの続編。
同人誌『褪せぬ物語のための間奏曲』に収録。

## 反響
2024年のインタビューで、発売直後は売れ行きも反響もあまり良いものではなかったが、最後までプレイした人からの評価は高い。反響が広まり、工画堂スタジオ内でトップクラスの売り上げへと伸びたと述べられている。

## 関連商品

### PCソフト
- シンフォニック＝レイン Prelude Book&Disc（2003年12月28日、KGDP045）
- シンフォニック=レイン デジタルピクチャーコレクション（2004年8月13日、KGDP056）
- 『エンジェルアソート』シリーズ
Vol.1（2003年12月28日、KGDP044）
Vol.2（2004年12月29日、KGDP059）
Vol.3（2005年12月29日、KGDP73）
Vol.4（2006年12月29日、KGD-067722）
Vol.5（2007年12月29日、KGD-078728）

工画堂スタジオ作品のファンディスク。ミュージックアクションパートで使用可能な追加楽曲プラグイン、PC用壁紙などを収録。Vol.3のみ短編サイドストーリー『三人目のマリア』を収録。

### CD
- シンフォニック＝レイン ボーカルアルバム『RAINBOW』（2004年5月26日、KICA-642）
「RAINBOW」復刻盤（2024年8月11日、KGD-241726）
  1. 空の向こうに
歌:笠原弘子
編曲:西脇辰弥
  2. I'm always close to you
歌:笠原弘子
編曲:磯江俊道
  3. 秘密
歌:中原麻衣
編曲:光宗信吉
  4. いつでも微笑みを
歌:中原麻衣
編曲:長谷川智樹
  5. 雨のmusique
歌:浅野真澄
編曲:安部潤
  6. メロディー
歌:浅野真澄
編曲:十川知司
  7. リセエンヌ
歌:折笠富美子
編曲:十川知司
  8. Hello!
歌:折笠富美子
編曲:磯江俊道
  9. fay
歌:笠原弘子
編曲:長谷川智樹
  10. 涙がほおを流れても
歌:笠原弘子
編曲:西脇辰弥

作詞・作曲はすべて岡崎律子。

- 岡崎律子オリジナルアルバム『for RITZ』（2004年12月29日、KICS-1089）
収録曲についてはfor RITZ#収録曲を参照

オープニングテーマ、『RAINBOW』収録楽曲のセルフカバーなどを収録。

### 公式同人誌
- こんな空の下で（whitepaper発行、2004年4月29日初版）
- 猫と妖精と、時々雨（工画堂スタジオ発行、2007年8月17日初版）
- 『雨の終わりに』Symphonic Rain Comic Anthology （工画堂スタジオ発行、2007年12月29日初版）
- 褪せぬ物語のための間奏曲(インテルメッツォ)（工画堂スタジオ発行、2024年11月27日初版）

## スタッフ
- 企画・原案 - 貝阿弥範明
- 原画 - しろ
- シナリオ - キュートロン、西川真音、松園浩史
- 音楽 - 岡崎律子

## 関連作品

### カラーフェード
カラーフェード（COLORS FADE）は、工画堂スタジオにより2009年に発売されたオリジナルノベルである。テキスト：西川真音、イラスト：しろ、2009年12月29日初版。

### 概要
シンフォニック＝レインのシナリオライター、イラストレーターコンビの再結成作として告知、執筆された。同コンビの作品はこれ以前にもビジュアルノベルのオリジナル作品が存在したが、前作が独立した作品として扱われているのに対して、今作はシンフォニック＝レイン関連作としてカテゴライズされている（本編とストーリーの繋がりはない）。2009年12月に開催されたイベント「コミックマーケット77」で初めて販売された。ジャケットイラストテレカを同梱したセット版、書籍単品版の２形態で提供されている。